# یوزف لیتس
یوزف لیتس (لهستانی: Józef Lejtes؛ ‏ ۲۲ نوامبر ۱۹۰۱ – ۲۷ مهٔ ۱۹۸۳) کارگردان فیلم، و فیلم‌نامه‌نویس یهودی اهل لهستان بود. وی دانش‌آموختۀ دانشگاه یاگیلونیا بود.
از فیلم‌ها یا مجموعه‌های تلویزیونی که وی در آن‌ها نقش داشته‌است، می‌توان به جنگل جوان، دختر ژنرال پانکراتوف و خانه پدرم اشاره نمود.